# Onírikal Studio

Onirikal Studio VFX & Animation

Onírikal Studio es una empresa española, dedicada al diseño, supervisión y creación de efectos visuales y posproducción digital para cine y TV. 

## El estudio
Onirikal Studio es un estudio profesional de Animación 3D y Efectos Visuales con base en Barcelona. La empresa se centra en el diseño y realización de VFX y animación para cine y TV, involucrándose desde el principio del proyecto (en preproducción), durante el rodaje (supervisión en set), producción y creación de los efectos visuales, hasta la entrega final al laboratorio. 
El estudio está dirigido por Luis Tinoco, CEO y VFX supervisor, nominado al Premio Goya y Premio Gaudí, con más de 25 años de experiencia en esta industria, que ha trabajado en grandes superproducciones de cine como “INTERSTELLAR” (Christopher Nolan), película ganadora del OSCAR a los mejores efectos visuales, y otros blockbusters de Hollywood como “HERCULES: THRACIAN WARS” (Brett Ratner) o HELLBOY (2019).
Onirikal Studio ha trabajado con productoras de cine y otras casas de postproducción de todo el mundo: Reino Unido, Canadá, Estados Unidos, Francia, Rusia, China, Colombia, Italia, Bélgica, etc… en más de 100 títulos en total entre proyectos de cine y TV.
El estudio ha trabajado con importantes compañías como Disney +, Netflix, Amazon Prime Video, Apple TV +, Free Scott (Ridley Scoot), Molinare (London), FOX International (Los Angeles), Filmax Entertainment, Mediaset (Telecinco), Atresmedia (Antena 3), Apaches Entertainment, Arcadia Motion Pictures, Participant Media, Dynamo (Colombia), Nestle, Fontvella, Lidl, Skrillex, Zedd, F.C. Barcelona, etc… 
El estudio también es la productora responsable del largometraje LA PARADOJA DE ANTARES (dirigida por Luis Tinoco), film con estreno internacional en FANTASTIC FEST (Austin, EEUU) y estreno europeo en el Festival Internacional de Cine Fantástico de Sitges. Fue película nominada al Premio Goya a la Mejor Musica Original. Así mismo, Onirikal Studio es la productora de CARONTE, cortometraje de ciencia ficción producido 100% internamente en el estudio. Film con 70 premios internacionales, y más de 200 selecciones oficiales por todo el mundo (más de 30 países).

## Premios
- GOYA AWARDS 2009 (nomination) , Best Animation Short Film - Malacara and the mistery of the oak cane (2009). Writed/Directed by Luis Tinoco
- GAUDÍ AWARDS 2009 (nomination), Best Short Film - Malacara and the mistery of the oak cane (2009). Writed/Directed by Luis Tinoco
- TABLOID WITCH AWARDS 2016 (Hollywood - California), International Film Festival (WINNER), Best Visual Effects - The Fisherman (2016). Visual effects by Onirikal Studio (VFX Supervisor: Luis Tinoco)
- ATLANTA HORROR FILM FESTIVAL 2018 - USA, (WINNER). Best Visual Effects - CARONTE (2018). Visual effects by Onirikal Studio (VFX Supervisor: Luis Tinoco)
- BIRMINGHAM FILM FESTIVAL 2018 - United Kingdom, (WINNER). Best Visual Effects - CARONTE (2018). Visual effects by Onirikal Studio (VFX Supervisor: Luis Tinoco)
- REVOLUTION ME FILM FESTIVAL 2018 - USA, (WINNER) Best Visual Effects - CARONTE (2018). Visual effects by Onirikal Studio (VFX Supervisor: Luis Tinoco)
- MADRID SCI-FI FILM FESTIVAL (COMICON 2018) (WINNER). Best Visual Effects - CARONTE (2018). Visual effects by Onirikal Studio (VFX Supervisor: Luis Tinoco)

- FUGAZ AWARDS (Premios Fugaz) 2018 (WINNER) . Best Visual Effects - CARONTE (2018). Visual effects by Onirikal Studio (VFX Supervisor: Luis Tinoco)
- FANTASTIK GRANOLLERS 2017, International Film Festival (WINNER). Best Visual Effects - CARONTE (2017). Visual effects by Onirikal Studio (VFX Supervisor: Luis Tinoco)
- WEEKEND HORROR AWARDS 2017 (WINNER). Best Digital Effects - LA MUERTE DE PINOCHO (2017). Visual effects by Onirikal Studio (VFX Supervisor: Luis Tinoco)
- RINCOFEST Film Festival 2018 (WINNER). Best Visual Effects - CARONTE (2018). Visual effects by Onirikal Studio (VFX Supervisor: Luis Tinoco)
- COLL FEST 2017, Fantasy and Scifi Film Festival (WINNER). Best Visual Effects - CARONTE (2017). Visual effects by Onirikal Studio (VFX Supervisor: Luis Tinoco)
- SOUTH AFRICAN HORRORFEST 2016, International Film Festival (WINNER). Best CGI Shortfilm - The Fisherman (2016). Visual effects by Onirikal Studio (VFX Supervisor: Luis Tinoco)
- ALCINE 2016, International Film Festival (WINNER). Best Visual Effects - The Fisherman (2016). Visual effects by Onirikal Studio (VFX Supervisor: Luis Tinoco)
- CINEUPHORIA AWARDS 2014(WINNER). Best Visual Effects - Painless (2013). Visual effects by Onirikal Studio (VFX Supervisor: Luis Tinoco)
- FANTASPORTO 2011 International Film Festival (WINNER). Best Special Effects - The forbidden Shadow / La sombra prohibida. (2011). Visual effects by Onirikal Studio (VFX Supervisor: Luis Tinoco)
- FANTASPORTO 2010 International Film Festival (WINNER). Best Special Effects - The Valdemar Legacy / La Herencia Valdemar. (2010). Visual effects by Onirikal Studio (VFX Supervisor: Luis Tinoco)
- FICCI BAF AWARDS (WINNER). Best Animated Shortfilm (2008) - Engine's Thieves / Ladrones de Motores. (2008). Writed/Directed by Luis Tinoco
- TORRELAVEGA 2009 INTERNATIONAL FILM FESTIVAL (WINNER). Best Animated Shortfilm - Malacara and the mistery of the oak cane (2009). Writed/Directed by Luis Tinoco
- CINE FUENTES (WINNER) . Best Visual Effects - BLINK (2014) directed by Diego Latorre

## Filmografía (Efectos Visuales para cine y TV)
- Hellboy (2019)
- El pacto (2018)
- La cara oculta (2011)
- Secuestro (2016)
- Proyecto Lázaro (2016)
- Zero (V) (2015)
- Retornados (2013)
- Out of the Dark (2014)
- Summer Camp (2015)
- Insensibles (2012)
- Atrocious (2010)
- El callejón (2011)
- Stella cadente (2014)
- La herencia Valdemar (2010)
- The Chain
- La posesión de Emma Evans (2010)
- Richard the Lionheart (2013)
- Cruzando el límite (2010)
- Danielle (2017)
- Rumbos (2016)
- The Fisherman (2015)
- La herencia Valdemar II: La sombra prohibida (2010)
- 7 raons per fugir (de la societat) (2019)
- La jauría (2019)
- Panzer Chocolate (2013)
- Viral (2013)
- Inside the Box (2013)
- Graffiti (2015)
- El hombre de las mariposas (2011)
- Le Blizzard (2018)
- Limbo (II) (2019)
- Caronte (2017)
- Cruz del Sur (2012)
- 72% (2017)
- Ermessenda (2011)
- Extremo (2006)
- Audacia (2012)
- Hotel (2012)
- Blink (2013)
- Marcianos de Marte (2016)
- Lastrain (2010)
- Forajidos (2006)
- La victoria de Úrsula (2011)
- Seiken (2012)
- Battle Games (2009)
- La muerte de Pinocho (2016)
- AZUL (2016)
- New Tricks (2003 – 2015) Episode: The English Defence (2014)
- Testigo mudo (1996 – ) Episode: Falling Angels: Part 1 (2015)
- Cites (2015–2016)
- Sé quién eres (2017)